# Пінсеке
Пінсеке (ісп. Pinseque) — муніципалітет в Іспанії, у складі автономної спільноти Арагон, у провінції Сарагоса. Населення — 3481 особа (2010).
Муніципалітет розташований на відстані близько 260 км на північний схід від Мадрида, 20 км на північний захід від Сарагоси.
На території муніципалітету розташовані такі населені пункти: (дані про населення за 2010 рік)
- Пінсеке: 2490 осіб
- Урбанісасьйон-Лаго-Асуль: 251 особа
- Урбанісасьйон-Прадос-дель-Рей: 740 осіб

## Демографія
Динаміка населення (INE ):